# 田村村房
田村 村房（たむら むらふさ、享保8年（1723年 ）-安永6年3月13日（1777年））は、江戸時代中期の旗本。初め旗本寄合席でのちに旗本小普請。一関藩主家分家の旗本田村家第4代当主。諱は村房。幼名は熊次郎。通称は織部、隼人。母は某氏。父は田村顕普。兄は田村泰顕（田村誠顕養子）。正室は設楽貞根（善左衛門）の娘。養子は田村顕詩（多羅尾光豊の子）。家禄は蔵米700俵。
一関藩祖田村宗良の孫で最後の男系血統の人物でもある。

## 生涯
兄の泰顕は村房が生まれる前の享保元年（1716年）に本家の一関藩第2代藩主田村誠顕の婿養子となり、その8年後に顕普の次男として村房が誕生する。享保10年8月2日（1725年9月8日）に兄の泰顕が亡くなると、本家の誠顕は宇和島藩伊達宗贇の次男である田村村顕を養子に迎えたため、村房が本家の養子になることはなかった。享保18年（1733年）に父が死去するとその家督を継ぎ、旗本寄合席に列して徳川吉宗に初御目見を済ます。
延享2年（1745年）から宝暦7年（1757年）まで小姓組番士を勤め、その後小普請となる。一方で、宝暦2年（1752年）に本家の村顕は仙台藩から伊達吉村の五男の田村村隆を養子として迎えて宝暦5年8月3日（1755年9月8日）に死去している。
伊達綱村の治世初期に幕府より国目付として派遣された設楽貞政の養曾孫にあたる、設楽貞根の娘を正室に迎えるが子がなく、村房の死で田村宗良の男系血統は絶える。一方で、多羅尾光豊（四郎右衛門）の子である顕詩が養子となって跡を継ぎ、旗本田村家は存続する。享年55。墓所は芝の東禅寺。法名は宗受。